# Comuna de Leśna Podlaska
Leśna Podlaska (polaco: Gmina Leśna Podlaska) é uma gminy (comuna) na Polónia, na voivodia de Lublin e no condado de Bialski. A sede do condado é a cidade de Leśna Podlaska.
De acordo com os censos de 2004, a comuna tem 4554 habitantes, com uma densidade 46,6 hab/km².

## Área
Estende-se por uma área de 97,69 km², incluindo:
- área agricola: 79%
- área florestal: 15%

## Demografia
Dados de 30 de Junho 2004:
|                      | Total   | Total | Mulheres | Mulheres | Homens  | Homens |
| -------------------- | ------- | ----- | -------- | -------- | ------- | ------ |
|                      | pessoas | %     | pessoas  | %        | pessoas | %      |
| População            | 4554    | 100   | 2276     | 50       | 2278    | 50     |
| Densidade (pop./km²) | 46,6    | 100   | 23,3     | 23,3     | 23,3    | 23,3   |

De acordo com dados de 2002, o rendimento médio per capita ascendia a 1348,46 zł.

## Comunas vizinhas
- Biała Podlaska, Huszlew, Janów Podlaski, Konstantynów, Stara Kornica